# Philip Hughes
Philip Anthony Hughes (Belfast, 1964. november 19.  – ) északír válogatott labdarúgó.

## Pályafutása

### Klubcsapatban
1983 és 1985 között a Leeds Unitedben játszott. 1985 és 1987 között a Bury játékosa volt. 1987-től 1991-ig a Wigan Athleticet erősítette. 1991-ben a Rochdale AFC, 1991–92-ben a Scarborough kapusa volt. 

### A válogatottban
1986 és 1987 között 3 alkalommal szerepelt az északír válogatottban. Részt vett az 1986-os világbajnokságon, de nem kapott lehetőséget egyik csoportmérkőzésen sem.